# Preserje, Nova Gorica
Preserje so naselje v Mestni občini Nova Gorica.